# Маленький большой человек (фильм)
«Маленький большой человек» (англ. Little Big Man) — фильм режиссёра Артура Пенна, снятый по роману Томаса Бергера. В главных ролях выступили лауреаты премии «Оскар» Дастин Хоффман и Фэй Данауэй. В декабре 2014 года был внесён в Национальный реестр фильмов США, обладая культурным, историческим или эстетическим значением.
Эта эпическая история Дикого Запада будет поведана главным героем — стодвадцатилетним стариком (в виртуозном исполнении Хоффмана), которому удалось выжить в чудовищной мясорубке, устроенной генералом Кастером. Он расскажет о том, как был усыновлён индейцами и как стал другом знаменитого стрелка Дикого Билла Хикока.

## Сюжет
121-летний Джек Крэбб (Дастин Хоффман) рассказывает любопытному историку о своей жизни.
Юному Джеку и его старшей сестре Каролине удаётся выжить после расправы над их обозом, учинённой племенем пауни. Их находит шайеннский воин и отвозит в свою деревню. Ночью Каролина убегает оттуда, однако Джек остаётся — и вырастает под покровительством вождя Старые Шкуры Вигвама (вождь Дэн Джордж). Жизнь его складывается идеально, хотя он и наживает себе врага в виде ровесника по прозвищу Молодой Медведь. За свой маленький рост и мужественность Джек получает прозвище Маленький Большой Человек. Во время одного сражения Джек оказывается в плену у американской кавалерии и тем самым возвращается к белым людям. Его берёт под своё попечительство преподобный Пендрейк и его жена Луиза (Фэй Данауэй). Вскоре Джек увлекается Луизой, однако он никак не может связать её благочестие и набожность, с одной стороны, и её похотливость и лицемерие, с другой, и покидает их дом.
Джек становится помощником торговца-мошенника Мерриуэзера (Мартин Болсам). Вместе они обманывают людей, разыгрывая шоу и убеждая их покупать якобы целебные товары. Когда в один вечер приходит толпа, чтобы устроить над ними расправу, Джек узнаёт в одном из пришедших свою сестру Каролину и воссоединяется с ней. Каролина, по своему подобию, пытается сделать из него стрелка — и выясняется, что он отлично стреляет. Он становится уважаемым человеком. Однажды он знакомится с Диким Биллом Хикоком, который проникается симпатией к молодому человеку. Когда Хикок в целях самообороны убивает человека, Джек вдруг разочаровывается в стрельбе, из-за чего его покидает Каролина.
Джек решает открыть магазинчик и женится на шведке по имени Ольга. Однако, в скором времени выясняется, что партнёр Джека по бизнесу — вор, и ему приходится закрыть дело. Случайно оказавшийся рядом полковник Джордж Армстронг Кастер (Ричард Маллиган) предлагает паре начать жизнь заново на западе. Джек соглашается, но во время поездки их дилижанс подвергается нападению шайеннов и Ольгу похищают. В тщетных попытках разыскать Ольгу он воссоединяется с вождём Старые Шкуры Вигвама, который очень рад возвращению Джека в племя. Он узнаёт, что Молодой Медведь стал воином, который делает всё наоборот. После непродолжительного пребывания с племенем Джек возвращается к поискам Ольги.
Надеясь добыть информацию о местонахождении Ольги, он вступает в кавалерийский полк Кастера. Джек принимает участие в сражении против шайеннов. Когда солдаты начинают истреблять женщин и детей, Джек приходит в ярость и нападает на солдат. В ближайшем лесу Джек застаёт шайеннскую женщину по прозвищу Радость (Sunshine), которая рожает ребёнка. Он спасает Радость от солдат и возвращается в племя вождя Старые Шкуры Вигвама. Радость становится его женой и рожает ему сына. Джек встречает Молодого Медведя, который снова сменил образ жизни: он больше не делает всё наоборот, он теперь муж-подкаблучник бывшей жены Джека. Ольга сразу не узнаёт Джека, и Джек не делает никаких попыток напомнить ей об их прошлом.
Однажды зимой полк Кастера неожиданно нападает на лагерь шайеннов на реке Уошита. Джеку удаётся спасти ослепшего и состарившегося вождя Старые Шкуры Вигвама, однако солдаты убивают Радость с ребёнком, а также её трёх сестёр, которые жили вместе с Джеком. Джеку удаётся проникнуть в окружение генерала Кастера, чтобы отомстить ему. Однако, когда он приходит вечером в палатку генерала с ножом, то понимает, что не может это сделать, из-за чего подвергается насмешкам со стороны генерала, который оставляет ему его «жалкую жизнь». Сломленный Джек становится городским пьяницей. Однажды на него наталкивается Дикий Билл Хикок и даёт Джеку денег, чтобы тот привёл себя в человеческий вид. Когда Джек возвращается в бар, Хикока убивают, и перед смертью он просит Джека исполнить его желание: помочь вдове, с которой у него был роман. Джек идёт к вдове, проститутке, и обнаруживает, что это миссис Луиза Пендрейк. Джек даёт Луизе денег, чтобы та начала новую жизнь в Вашингтоне.
Джек становится отшельником-охотником. Однажды он находит свой капкан с отгрызенной волчьей лапой в нём, и «что-то переворачивается в нём». Он решает покончить жизнь самоубийством. Стоя на скале, он готовится спрыгнуть, когда вдруг слышит слабую музыку от марширующих войск генерала Кастера. Джек решает отомстить ему, но пока не знает, как это сделать. Кастер принимает Джека к себе разведчиком, рассчитывая, что всё им сказанное будет ложью, и, таким образом, генералу надо будет поступать наоборот. Джек ведёт войска в ловушку на Литл-Бигхорне. Перед нападением Джек искренне сообщает Кастеру своё мнение, что его войска будут разгромлены. Однако Кастер не верит ему и направляет своих солдат на погибель. Во время яростной битвы Кастер решает убить Джека и направляет свой пистолет на него, но не успевает выстрелить, поскольку получает 2 стрелы в спину. Это делает Молодой Медведь. Он забирает раненого, находящегося без сознания Джека и отвозит его к вождю Старые Шкуры Вигвама.
Когда Джек приходит в себя, то узнаёт, что вождь решает умереть. Он сопровождает старика на холм, где тот произносит предсмертную речь и ложится, готовый к смерти. Однако смерть не приходит к старому вождю. Вместо этого начинается дождь. Вождь вздыхает и говорит: «Иногда магия действует, а иногда нет», и они идут обратно в вигвам, чтобы поесть.
Старый Джек Крэбб неожиданно прерывает свой рассказ и велит историку убираться прочь. Фильм заканчивается изображением того, как Джек печально смотрит в пустоту.

## В ролях
- Дастин Хоффман — Джек Крэбб
- Фэй Данауэй — миссис Пендрейк
- Мартин Болсам — мистер Мерриуэзер
- Дэн Джордж — вождь Старые Шкуры Вигвама
- Ричард Маллиган — генерал Джордж Армстронг Кастер
- Джефф Кори — Дикий Билл Хикок
- Эме Эклз — Радость
- Келли Джин Питерс — Ольга Крэбб
- Кэрол Андроски — Каролина Крэбб
- Уильям Хикки — историк

## Художественные особенности
«Маленький большой человек» считается одной из революционных лент в истории вестерна, предложив картину взаимоотношений индейцев и белых, которая резко отличалась от существовавших канонов жанра. По словам киноведа Елены Карцевой,
«разрушая вестерн в прежнем его воплощении, он (Артур Пенн) не убивает жанр вообще, а лишь кардинально меняет взгляд на тот же самый материал, тот же набор приключений, те же самые ситуации, и дает ему нового героя. Естественно, что выполнение столь трудной задачи неизбежно приводит Пенна к утрировке социального фона и социальных характеристик, к острому гротеску, наконец, к пародии».
Необычным был сам подробный показ быта индейцев, рассказ об их моральных устоях и большое число заметных ролей, сыгранных коренными американцами, в отличие от традиционных вестернов, где индейцы играли в основном функцию безличных злодеев, оттенявших мужество и храбрость героев Джона Уэйна. В свою очередь, трактовка действий американской кавалерии и карикатурный образ генерала Кастера, показанного заносчивым и одержимым славой офицером, резко выбивались из традиции и, по-видимому, были навеяны разочарованием войной во Вьетнаме.
Ряд комедийных эпизодов пародируют религиозные и нравственные ценности западного общества («обучение» героя под руководством распутной миссис Пендрейк, торговля «целебным средством» и другие).
Для того, чтобы сыграть древнего старика, Дастин Хоффман проводил по пять часов в кресле гримёра, а чтобы изобразить подходящий, «скрипучий» стариковский голос, в течение часа душераздирающе орал у себя в гардеробной.

## Награды
- 1971 — специальное упоминание ФИПРЕССИ в рамках Московского кинофестиваля (Артур Пенн)
- 1971 — премия Национального общества кинокритиков США за лучшую мужскую роль второго плана (вождь Дэн Джордж)
- 1971 — номинация на премию «Оскар» за лучшую мужскую роль второго плана (вождь Дэн Джордж)
- 1971 — номинация на премию «Золотой глобус» за лучшую мужскую роль второго плана (вождь Дэн Джордж)
- 1971 — номинация на премию Гильдии сценаристов США за лучшую адаптированную драму (Колдер Уиллингэм)
- 1972 — три номинации на премию BAFTA: лучший актёр (Дастин Хоффман), лучшая музыка (Джон Хэммонд) и UN Award